# Kim Gordon
Kim Althea Gordon, född 28 april 1953 i Rochester, New York, är en amerikansk musiker, sångerska, skådespelare och konstnär, mest känd som sångare, basist och gitarrist i Sonic Youth.
Gordon flyttade år 1958 till Los Angeles, Kalifornien men flyttade senare tillbaka till New York. 1981 startade hon rockbandet Sonic Youth tillsammans med dåvarande maken Thurston Moore. De gifte sig 1984 och har idag en dotter, Coco Hayley Moore. Paret skilde sig 2011. Hon har även hjälpt Courtney Love och de andra medlemmarna i bandet Hole att producera albumet Pretty on the Inside under 1991.
Kim spelar även i band som Free Kitten och Harry Crews, och hon medverkar i filmen Last Days.

## Diskografi
Soloalbum
- No Home Record (2019)

Studioalbum med Sonic Youth
- Confusion Is Sex (1983)
- Bad Moon Rising (1985)
- EVOL (1986)
- Sister (1987)
- Daydream Nation (1988)
- The Whitey Album (1988)
- Goo (1990)
- Dirty (1992)
- Experimental Jet Set, Trash and No Star (1994)
- Washing Machine (1995)
- A Thousand Leaves (1998)
- NYC Ghosts & Flowers (2000)
- Murray Street (2002)
- Sonic Nurse (2004)
- Rather Ripped (2006)
- The Eternal (2009)

Studioalbum med Free Kitten
- Nice Ass (1995)
- Sentimental Education (1997)
- Inherit (2008)

Album med Body/Head
- Body/Head 12" (2013)
- Coming Apart (2013)
- No Waves (2016)
- The Switch (2018)

Studioalbum med Glitterbust
- Glitterbust (2016)